# 拉希姆然·科什卡尔巴耶夫
拉希姆然·科什卡尔巴耶夫（1924年—1988年），哈薩克族蘇聯士兵，在1945年4月30日蘇聯軍隊進入柏林後把蘇聯國旗插在德國國會大廈上。

## 生平
他生於阿克莫林斯克（阿斯塔納），出身阿爾根部，他於1945年初開始成為軍人，後升至中尉級，並指揮第674團第一步兵營的偵察排。他的單位參與了激烈的戰鬥，包括柏林戰役。
戰爭之後科什卡尔巴耶夫成為阿拉木圖一間酒店的經理，與另一個哈薩克人巴维尔然·莫梅舒雷不同，他從來沒有被授予金星，因他的父親是資產階級。